# كلية الهدى الجامعة
كلية الهدى الجامعة مؤسسة أكاديمية خاصة للتعليم العالي ذات نفع عام. تأسست في محافظة الأنبار - مدينة الرمادي بموجب الأمر الصادر من وزارة التعليم العالي والبحث العلمي وفق قانون تأسيس الكليات والجامعات الأهلية المرقم (13) سنة 1996 المعدل.

## التأسيس
تأسست كلية الهدى الجامعة بموجب الأمر الوزاري المرقم 8443 في سنة 2020 في محافظة الأنبار- الرمادي - شارع 17 تموز.

## أقسام الكلية
تضم كلية الهدى الجامعة أربعة أقسام وهي:
1. قسم هندسة تقنيات الوقود والطاقة
2. قسم تقنيات المختبرات الطبية
3. قسم المحاسبة
4. قسم القانون
5. قسم الصيدلة
6. قسم تقنيات ادارة الاعمال

عدد المختبرات العلمية في الكلية هي 16 مختبر مقسمة بين قسمي هندسة تقنيات الوقود والطاقة وتقنيات المختبرات الطبية، إضافة إلى مختبر الحاسوب ومختبر الرسم الهندسي والورش الهندسية. تضم الكلية ايضاً مكتبة مركزية متقدمة ونادي طلابي وملعب رياضي.